# Agrias annetta
Agrias annetta är en fjärilsart som beskrevs av Gray 1832. Agrias annetta ingår i släktet Agrias och familjen praktfjärilar. Inga underarter finns listade i Catalogue of Life.